# Franz Eduard Suess
Franz Eduard Suess (även Sueß), född den 7 oktober 1867 i Wien, död där den 25 januari 1941, var en österrikisk geolog. Han var son till Eduard Suess och far till kemisten och kärnfysikern Hans Eduard Suess (1909–1993).
Suess var från 1908 till 1910 professor vid tekniska högskolan i Prag och från 1911 till 1938 professor vid universitetet i Wien. 
Hans forskning gällde huvudsakligen kristallina bergskedjor, särskilt det böhmiska massivet. Dessutom forskade han inom hydrogeologins område och om moldaviter. 
Suess införde begreppet tektit i den vetenskapliga litteraturen.

## Eftermäle
Asteroiden 12002 Suess är uppkallad efter honom.